# Tomodachi Game
Tomodachi Game (em japonês:  トモダチゲーム, transl. Tomodachi Gēmu) é uma série de mangá japonesa conceituada por Mikoto Yamaguchi e escrita e ilustrada por Yuki Sato. Foi serializada na Bessatsu Shōnen Magazine da Kodansha desde dezembro de 2013. Uma adaptação para drama de televisão e dois filmes live-action estrearam em 2017. Uma adaptação para anime da Okuruto Noboru foi ao ar de abril a junho de 2022.

## Premissa
Yūichi Katagiri aprendeu o valor da amizade quando era jovem, e é graças ao seu grupo de quatro amigos que ele pode aproveitar a vida no ensino médio hoje. Quando os fundos da viagem escolar de sua classe são roubados, os cinco são arrastados para o misterioso Jogo Tomodachi como resultado da dívida de alguém. A amizade dos cinco será posta à prova final contra a promessa de riqueza lá.

## Personagens
- Yūichi Katagiri (片切友一, Katagiri Yūichi)
- Tenji Mikasa (美笠天智, Mikasa Tenji)
- Shiho Sawaragi (沢良宜志法, Sawaragi Shiho)
- Makoto Shibe (四部誠, Shibe Makoto)
- Yutori Kokorogi (心木ゆとり, Kokorogi Yutori)
- Manabu-kun (マナブくん)
- Maria Mizuse (水瀬マリア, Mizuse Maria)
- Tsukino (月野)
- Manabu-sensei (マナブ先生)
- Reiko Tamai (玉井レイコ, Tamai Reiko)
- Jūzō Kadokura (門倉十蔵, Kadokura Jūzō)
- Hyakutarō Onigawara (鬼瓦百太郎, Onigawara Hyakutarō)
- Chisato Hashiratani (柱谷千聖, Hashiratani Chisato)
- Kei Shinomiya (紫宮京, Shinomiya Kei)
- Banri Niwa (丹羽万里, Niwa Banri)

## Mídias

### Mangá
Tomodachi Game, conceituado por Mikoto Yamaguchi e escrito e ilustrado por Yuki Sato, começou na revista Bessatsu Shōnen da Kodansha em 9 de dezembro de 2013. A Kodansha reuniu seus capítulos em volumes tankōbon individuais. O primeiro volume foi lançado em 9 de abril de 2014. Em 8 de abril de 2022, vinte volumes haviam sido lançados.
| N.º | Data de lançamento     | ISBN              |
| --- | ---------------------- | ----------------- |
| 1   | 9 de abril de 2014     | 978-4-06-395051-9 |
| 2   | 9 de julho de 2014     | 978-4-06-395119-6 |
| 3   | 9 de dezembro de 2014  | 978-4-06-395255-1 |
| 4   | 9 de abril de 2015     | 978-4-06-395364-0 |
| 5   | 9 de setembro de 2015  | 978-4-06-395474-6 |
| 6   | 9 de fevereiro de 2016 | 978-4-06-395593-4 |
| 7   | 8 de julho de 2016     | 978-4-06-395703-7 |
| 8   | 9 de dezembro de 2016  | 978-4-06-395834-8 |
| 9   | 9 de maio de 2017      | 978-4-06-395946-8 |
| 10  | 6 de outubro de 2017   | 978-4-06-510240-4 |
| 11  | March 9, 2018          | 978-4-06-511063-8 |
| 12  | August 9, 2018         | 978-4-06-512321-8 |
| 13  | January 9, 2019        | 978-4-06-513865-6 |
| 14  | June 7, 2019           | 978-4-06-515300-0 |
| 15  | December 9, 2019       | 978-4-06-517469-2 |
| 16  | August 7, 2020         | 978-4-06-520320-0 |
| 17  | December 9, 2020       | 978-4-06-521671-2 |
| 18  | June 9, 2021           | 978-4-06-523413-6 |
| 19  | November 9, 2021       | 978-4-06-525936-8 |
| 20  | April 8, 2022          | 978-4-06-527513-9 |

### Drama
Uma adaptação de drama de televisão de quatro episódios foi transmitida na Chiba TV de 3 a 24 de abril de 2017. Também foi ao ar na Teletama, Hokkaido TV, tvk, Kyushu Asahi Broadcasting, Sun TV, KBS Kyoto e Mētele e foi transmitido via streaming no GYAO!.

### Filmes live-action
Dois filmes live-action, Tomodachi Game Gekijō-ban (トモダチゲーム 劇場版) e Tomodachi Game Gekijō-ban Final (トモダチゲーム 劇場版 FINAL), estrearam no Japão em 3 de junho e 2 de setembro de 2017, respectivamente.

### Anime
Em novembro de 2021, foi anunciado que a série receberia uma adaptação para anime pela Okuruto Noboru. É dirigido por Hirofumi Ogura e escrito por Kenta Ihara, com Satomi Miyazaki projetando os personagens, Michiru compondo a música e Hiroto Morishita dirigindo o som no Studio Mausu. A série foi ao ar de 6 de abril a 22 de junho de 2022, na NTV, BS NTV e AT-X. A música tema de abertura é "Double Shuffle" de Nana Mizuki, enquanto a música tema de encerramento é "Tomoshibi" de saji. A Crunchyroll licenciou a série fora da Ásia. A Medialink licenciou a série no Sudeste Asiático e começou a transmiti-la exclusivamente no Disney+/Disney+ Hotstar na Indonésia, Malásia e Tailândia a partir de 13 de maio de 2022; Hong Kong, Taiwan e Singapura em 8 de junho de 2022.

#### Lista de episódios
| N.º | Título | Dirigido por                 | Escrito por | Storyboard por               | Exibição original   |
| --- | --- | ---------------------------- | ----------- | ---------------------------- | ------------------- |
| 1   | "Ué? Yuuichi-kun está duvidando dos amigos?" "Are? Yūichi-kun wa Tomodachi o Utagatteru no? (あれ？友一君は友達を疑ってるの？)"                                    | Yumeko Iwaoka                | Kenta Ihara | Hirofumi Ogura               | 6 de abril de 2022  |
| 2   | "Sei que você gostaria de falar sobre várias coisas..." "Aru Desho, Hanashitai Koto ga Iroiro... (あるでしょ、話したいことが色々…)"                                | Tatsuya Sasaki               | Kenta Ihara | Shinobu Sasaki               | 13 de abril de 2022 |
| 3   | "Não há como acreditar nisso" "Sasuga ni Sore wa Shinjirarenaitte (さすがにそれは信じられないって)"                                                                | Yoshinobu Kasai              | Kenta Ihara | Kenta Ōnishi                 | 20 de abril de 2022 |
| 4   | "É sério? Isso me deixa com muita envergonha" "Kore Maji? Honki de Hikun da kedo (これマジ？本気で引くんだけど)"                                                   | Keisuke Warita               | Kenta Ihara | Keisuke Warita               | 27 de abril de 2022 |
| 5   | "Yuuichi-kun, você é bem idiota, não é?" "Yūichi-kun tte Kekkō Baka Nan da ne (友一君って結構バカなんだね)"                                                        | Yumeko Iwaoka                | Kenta Ihara | Yumeko Iwaoka                | 4 de maio de 2022   |
| 6   | "Eu realmente não posso ser amigo de um assassino" "Yappari "Hitogoroshi" to wa Tomodachi ni Narenaitte (やっぱり“人殺し”とは友達になれないって)"                  | Yūki Morita                  | Kenta Ihara | Yumeko Iwaoka Hirofumi Ogura | 11 de maio de 2022  |
| 7   | "Vou tomar da sua vida o equivalente a 20 milhões de ienes" "Nisenman'en-bun no Kimi no Jinsei o Morau kara ne (2000万円分の君の人生をもらうからね)"               | Yūichi Abe                   | Kenta Ihara | Yūichi Abe                   | 18 de maio de 2022  |
| 8   | "É um jogo onde você espera e espera e espera... e continua esperando" "Matte Matte Matte... Machi Tsuzukeru Gēmu da yo (待って待って待って…待ち続けるゲームだよ)" | Yoshinobu Kasai              | Kenta Ihara | Jin Tamamura                 | 25 de maio de 2022  |
| 9   | "Ande logo e troque de lado" "Sassato "Negaeri" Shiro yo (さっさと“寝返り”しろよ)"                                                                                 | Tatsuya Sasaki               | Kenta Ihara | Hirofumi Ogura               | 1 de junho de 2022  |
| 10  | "O terceiro jogo terminou!" "Daisan Gēmu Shūryō! (第三ゲーム終了ーっ！)"                                                                                           | Keisuke Warita               | Kenta Ihara | Keisuke Warita               | 8 de junho de 2022  |
| 11  | "Você realmente não tem nada com o que você se importa?" "Kimi ni wa "Daiji na Mono" ga Naitte Hontō? (君には“大事なもの”がないって本当？)"                        | Noboru Koshihisa             | Kenta Ihara | Yūichi Abe                   | 15 de junho de 2022 |
| 12  | "O que é mais importante para mim é..." "Ore ni Totte Ichiban Taisetsu na no wa... (俺にとって一番大切なのは…)"                                                    | Yumeko Iwaoka Keisuke Warita | Kenta Ihara | Yumeko Iwaoka Hirofumi Ogura | 22 de junho de 2022 |